# Ludwig von Rohr
Karl Heinrich Christian Ludwig von Rohr (* 4. April 1777 in Brandenburg an der Havel; † 18. Juni 1855 in Kleve) war ein preußischer Generalleutnant.

## Leben

### Herkunft
Seine Eltern waren Karl Gottlob Adolf von Rohr (* 1736) und dessen Ehefrau Marie Eleonore, geborene Krause. Der Vater war Premierleutnant a. D., zuletzt im Infanterieregiment „von Kleist“ und später Postmeister in Xanten.

### Militärkarriere
Rohr trat 8. Januar 1793 als Gefreitenkorporal in das Infanterieregiment „von Manstein“ der Preußischen Armee ein. Im Ersten Koalitionskrieg nahm er an den Kämpfen bei Kaiserslautern, Deidesheim, Edinghofen, Venningen und am Schätzel teil. Mit seiner Beförderung zum Sekondeleutnant wurde Rohr am 18. September 1797 in das neuerrichtete Infanterieregiment „de Courbière“ versetzt. 1804 folgte eine Verwendung im Grenadierbataillon „von Brauchitsch“. Während des Vierten Koalitionskrieges wurde Rohr am 10. Dezember 1806 zum Premierleutnant befördert und für seine Leistungen bei der Verteidigung von Danzig mit dem Orden Pour le Mérite ausgezeichnet. Er nahm außerdem am Gefecht bei Christburg teil.
Nach dem Frieden von Tilsit wurde aus seinem bisherigen Regiment das 2. Westpreußische Infanterie-Regiment gebildet, in dem er Mitte März 1812 zum Stabskapitän avancierte. Im gleichen Jahr nahm Rohr mit dem Verband während des Feldzuges in Kurland an den Kämpfen bei Dahlenkirchen und Kyopen teil. Während der folgenden Befreiungskriege wurde er Kommandeur des I. Bataillons im 1. Westpreußischen Infanterie-Regiment Nr. 6 und erhielt für sein Wirken in der Schlacht bei Großgörschen das Eiserne Kreuz II. Klasse sowie den Orden des Heiligen Wladimir IV. Klasse. Im weiteren Verlauf des Krieges kämpfte Rohr bei Bautzen, Kulm, Leipzig, Laon, Paris, Leitzkau, Waldau, Nollendorf, Bouvail, Ville de Paris und Charleroi. Für Leipzig wurde er mit dem Eisernen Kreuz I. Klasse ausgezeichnet. Zwischenzeitlich stieg er am 26. Juni 1813 zum Kapitän und Kompaniechef auf und wurde am 21. September 1813 zum Major befördert.
Aufgrund der Verwundungen, die Rohr sich bei Ligny zugezogen hatte, war er bis Frühjahr 1816 nicht mehr dienstfähig. Ihm wurde am 2. Oktober 1815 das Eichenlaub zum Orden Pour le Mérite verliehen und kurz darauf am 1. November 1815 mit Patent vom 3. November 1815 zum Oberstleutnant befördert. Am 24. Mai 1816 folgte seine Ernennung zum Kommandeur des 26. Infanterie-Regiments (1. Magdeburgisches). Unter Belassung in diesem Kommando war Rohr im Frühjahr und Sommer 1818 mit der Aufstellung des 35. Infanterie-Regiments Nr. 35 beauftragt. Am 30. März 1823 wurde er mit Patent vom 14. April 1823 zum Oberst befördert. Im Jahr 1825 erhielt er das Dienstkreuz. Am 30. März 1832 ernannte man Rohr zum Kommandeur der 5. Infanterie-Brigade in Frankfurt (Oder). In dieser Eigenschaft erhielt er durch König Friedrich Wilhelm III. ein Geschenk von 1000 Talern und wurde am 30. März 1834 zum Generalmajor befördert. Seine Leistungen in der Truppenführung wurde am 18. Januar 1836 durch den Roten Adlerorden II. Klasse mit Eichenlaub gewürdigt. Unter Verleihung des Charakters als Generalleutnant wurde Rohr am 7. März 1839 seinen Abschied mit einer jährlichen Pension von 2250 Talern gewährt. Im Sommer 1839 wurde er zur Vertretung des gesundheitlich angeschlagenen Kriegsministers Gustav von Rauch nach Berlin kommandiert.
Rohr starb unverheiratet am 18. Juni 1855 in Kleve.